# Hugh Marsh
Hugh Marsh (* 5. Juni 1955 in Montreal) ist ein kanadischer Fusionmusiker (Geige, Komposition), der genreübergreifend arbeitet.

## Leben und Wirken
Marsh, der in Ottawa aufwuchs, erhielt auf eigenen Wunsch bereits ab seinem fünften Lebensjahr klassischen Violinenunterricht. Als er während seiner Zeit an der Canterbury High School das Saxophonspiel ausprobierte, entdeckte er Jazz, Funk und Rhythm and Blues. Ermutigt durch seinen Vater übertrug er seine Improvisationsfähigkeiten auf die Geige, die er elektrisch verstärkte.
1978 wurde Marsh von dem Jazzmusiker Moe Koffman eingeladen, mit ihm in einer Konzertreihe in der Art Gallery of Ontario in Toronto aufzutreten. Es folgten Auftritte im Torontoer Jazzclub George’s Spaghetti House und Auftritte mit Doug Riley, Claude Ranger, Sonny Greenwich und Don Thompson.
1979 holte Bruce Cockburn in seine Band, mit der er mehrere Alben einspielte und auf Tourneen ging. Weiterhin arbeitete er mit Bonnie Raitt, Iggy Pop, später mit den Barenaked Ladies und Mary Margaret O’Hara.
1984 nahm Marsh sein Debütalbum The Bear Walks mit Michael Brecker, Doug Riley und Peter Cardinali auf, das später von Duke Street Records und in Mitteleuropa von Verabra Records vertrieben wurde. 1987 entstand sein Folgealbum Shaking the Pumpkin, an dem Bruce Cockburn, Dalbello und der Sänger Robert Palmer beteiligt waren.
Seit 1990 arbeitete Marsh mit der keltischen Sängerin Loreena McKennitt zusammen, zu sechs Multi-Platin-Alben und mehreren Welttourneen führte. Seit 1998 arbeitet er mit dem türkischen Sufi-DJ Mercan Dede in dessen Mercan Dede Ensemble zusammen, mit dem er mehrere Alben einspielte. Er hat auch mit den türkischen Künstlern İhsan Özgen, Kani Karaca, Göksel Baktagır und Özcan Deniz zusammengearbeitet.
1992 wirkte Marsh zusammen mit Jonathan Goldsmith, Martin Tielli und Rob Piltch bei einem Stück des Albums Back to the Garden mit; die vier gründeten später die Band Nick Buzz und produzierten zwei Alben und eine EP.
Im Jahr 2000 trat Marsh mit dem vormaligen Bauhaus-Sänger Peter Murphy auf dessen internationaler Just For Love-Tour auf; dabei entstand das Album Alive Just for Love. Es folgten das Studioalbum Dust und eine anschließende Nordamerika-Tournee.
2004 schloss sich Marsh dem Quartett Swiftboat von Don Byron an (gemeinsam mit Kermit Driscoll am Bass und Pheeroan akLaff am Schlagzeug). Er ging auch mit dem Trompeter Jon Hassell auf Tournee, mit dem er die Alben Listening to Pictures (Pentimento Volume One) und Seeing Through Sound (Pentimento Volume Two) veröffentlichte. An seinem eigenen Album Hugmars (2006) beteiligte er Musiker wie James Blood Ulmer, Ursula Rucker, Andy Milne, Dafnis Prieto und Grégoire Maret. Seit 2015 tritt er regelmäßig mit den Rheostatics auf. Auf seinem Soloalbum Violinvocations (2019) ist nur er auf seiner Geige zu hören.
Marsh war an Filmmusiken der Komponisten Harry Gregson-Williams und Don Rooke beteiligt; seine Kompositionen sind in Filmen wie Armageddon, Whatever Happened to Harold Smith, Spy Game, Sinbad, Legend of the Seven Seas, The Rundown, Veronica Guerin, Man on Fire, Shrek 2, Return to Sender, Domino, Kingdom of Heaven, Der König von Narnia, Für immer dein und Seraphim Falls zu hören. Außerdem arbeitete er mit Hans Zimmer an den Filmmusiken zu Tränen der Sonne und The Da Vinci Code – Sakrileg.

## Preise und Auszeichnungen
Marsh wurde viermal mit dem Jazz Report Award als Geiger des Jahres ausgezeichnet und erhielt dreimal den National Jazz Award als Geiger des Jahres. Seine Aufnahme Hugmars wurde 2007 für den Juno Award in der Kategorie bestes zeitgenössisches Jazzalbum nominiert.